# Adur Narseh
Adur Narseh (perzijsko آذرنرسه‎) je bil deveti kralj kraljev iranskega Sasanidskega cesarstva, ki je vladal nekaj časa leta 309, * ni znano, † 309.
Po smrti očeta Hormizda II. je iransko plemstvo in zaratustrska duhovščina videla priložnost, da dobi vpliv v Sasanidskem cesarstvu. Adurja Narseha so zato umorili, enega od bratov oslepili in brata Hormizda prisilili na beg v Rimsko cesarstvo. Adurja Narseha je nasledil mladoletni Šapur II.
Adur Narseh je omenjen samo v nekaj grških virih, v vzhodnih virih pa sploh ne. Doslej ni bil odkrit še noben njegov kovanec. Verodostojnost grških virov glede Adurja Narseha je dvomljiva.  Nikolaus Schindel celo trdi, da Adur Narseh verjetno ni nikoli vladal.